# Johann Hieronymus Kapsberger
Johann(es) Hieronymus (von) Kapsberger (také Giovanni Girolamo nebo Giovanni Geronimo Kapsberger; kolem 1580, Benátky - pochován 17. ledna 1651, Řím) byl italský loutnista a hudební skladatel německého původu.

## Biografie
Narodil se v Benátkách jako syn německého šlechtice (a pravděpodobně italské matky). Zřejmě nikdy nemluvil německy. Jako talentovaný virtuos na loutnu a před nedávnem objevené chitarrone a theorbu se stal velmi rychle známým. Již ve věku sotva 24 let zveřejnil Libro primo d'intavolatura di chitarrone (1604), jež dokládá jeho neslýchanou zručnost ve hře na tento nástroj. V letech 1604-1605 odešel mladý "nobile alemanno" (německý šlechtic) do Říma, kde vstoupil do papežských služeb a pod jménem "Giovanni Geronimo Tedesco della Tiorba" si brzy udělal jméno. V roce 1610 založil v Římě akademii.
Tvořil skladby pro různá obsazení, i sólové skladby pro loutnu, symfonie i árie, ale skládal i duchovní vokální hudbu jako mše a oratoria nebo zhudebnění básně papeže Urbana VIII. Poematia et carmina composita à Maffaeo Barberino (Řím 1624).
U současníků požíval jako skladatel velké vážnosti a byl přirovnáván ke Claudio Monteverdimu. Jeho proslulost vedla k tomu, že byl v roce 1622 jezuity požádán o vytvoření alegorické apoteózy Apotheosis sive consecratio SS. Ignatii et Francisci Xaverii při kanonizaci Ignáce z Loyoly.
Četné Kapsbergerovy skladby pro loutnu a chitarrone existují jen v rukopise a nebyly nikdy vydány tiskem.

## Dílo

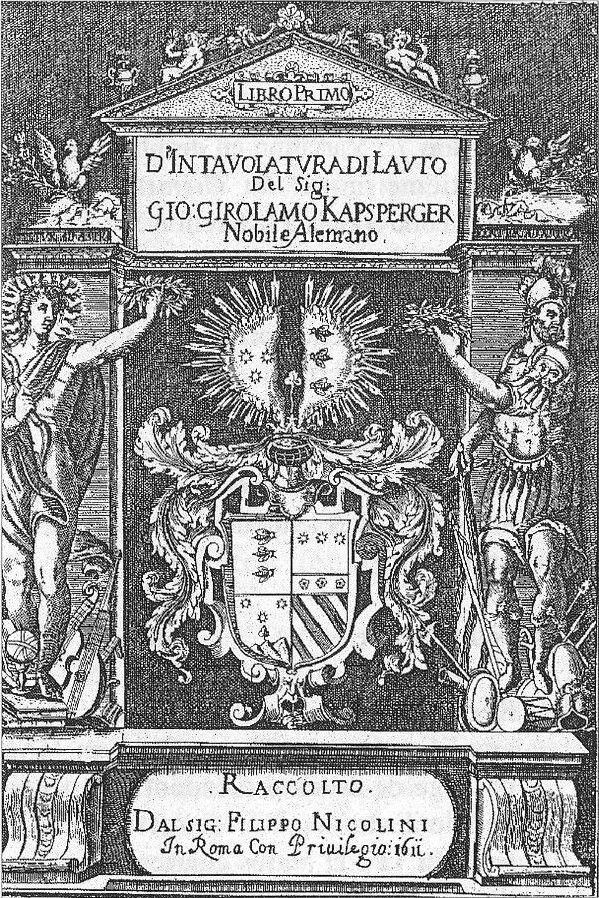
Mědirytina titulní strany Kapsbergerovy Libro I d'intavolatura di lauto (1611)

- Libro Primo d'Intavolatura di Chitarrone, Benátky 1604
- Libro Primo de Madrigali a cinque voci col basso continuo, Řím 1609
- Libro Primo di villanelle, Řím 1610
- Libro Primo d'intavolatura di lauto, Řím 1611
- Libro Primo Di Arie Passegiate a una Voce con l'Intavolatura del Chitarone, Řím 1612
- Libro Primo di Motteti passeggiati a una voce, Řím 1612
- Maggio cantato nel Regio palazzo de' Pitti, Florencie 1612
- Libro Primo de Balli Gagliarde et Correnti a quattro voci, Řím 1615
- Libro Primo di Sinfonie a quattro. Con il Basso continuo, Řím 1615
- Libro Secondo d'Intavolatura di Chitarrone, Řím 1616
- Libro Secondo di Villanelle a 1. 2. et 3 voci, Řím 1619
- Libro Terzo di Villanelle a 1. 2. et 3. voci, Řím 1619
- Libro secondo di arie à una o più voci, Řím 1623
- Libro Quarto di Villanelle a una e piu voci, Řím 1623
- Poematia et Carmina composita a Maffaeo Barberino olim S.R.E. Card. nunc autem Urbano octavo P.O.M. musicis modis aptata... Volumen Primum, Řím 1624
- La vittoria del principe Vladislao in Valacchia, 1625 (nedochovalo se)
- Libro Terzo di Intavolatura di Chitarrone, Řím 1626
- Coro musicale nelle nozze de gli ecc.mi sig.ri don Taddeo Barberini, e donna Anna Colonna, Řím 1627
- Cantiones sacrae... volumen Primum, Řím 1628
- Fetonte, dramma recitato a più voci, Řím 1630 (ztraceno)
- Modulatus sacri diminutis voculis... Volumen Secundum, Řím 1630
- I Pastori di Bettelemme nella nascita di N.S. Giesu Christo, Řím 1630
- Libro Quinto di Villanelle a una, due, tre et quattro voci, Řím 1630
- Litaniae Deiparae Virginis cum suis Antiphonis musicis modis... Volumen Primum, Řím 1631
- Missae Urbanae... Volumen Primum, Řím 1631
- Li Fiori : Libro Sesto di Villanelle a una, due, tre e quattro voci, Řím 1632
- Libro Quarto d'Intavolatura di Chitarrone, Řím 1640
- Libro Settimo di Villanelle a una, e piu voci, Řím 1640

- - Il Kapsberger della musica - pojednání o chitarrone, je považováno za nezvěstné.